# Marathon Cup 4; Uithof bokaal 2023
De Marathon Cup 4, ook wel de Uithof bokaal 2023 was de vierde wedstrijd van het marathonseizoen 2023/2024 die op zaterdag 11 november 2023 plaatsvond op de De Uithof in Den Haag. 
Harm Visser had de top-divisie wedstrijd bij de mannen gewonnen. De oranjepakdrager, die al twee keer eerder dit seizoen de rapste was, was het snelst van een kopgroep met een ronde voorsprong. Sjoerd den Hertog en Evert Hoolwerf eindigde achter Visser als tweede en derde. Jeroen Janissen probeerde het peloton op een tweede ronde achterstand te zetten en bleef met hulp van ploeggenoten lang kansrijk. Janissens begon nog met voorsprong aan de finale maar werd alsnog ingerekend. Na afloop van de topdivisiewedstrijd ging het in Den Haag niet over de vierde sloopkoers op rij maar vooral wie wel en niet zich in dit spel hadden mogen afzakken. Met uiteindelijk een rode kaart, teleurstelling en zelfs bij middernacht nog geen officiële uitslag. De wedstrijd ontplofte in de tweede helft waarbij Jeroen Janissen zich een showman toonde. Marijke Groenewoud won bij de top-divisie wedstrijd bij de vrouwen. Zij liet met nog 15 ronden te gaan haar medevluchtsters achter en pakte een ronde voorsprong. Ploeggenote Arianna Pruisscher  won de sprint van de achtervolgende groep om de tweede plaats voor Elsemieke van Maaren. Klassementsleidster Irene Schouten was het snelst in de pelotonsprint en behield met een vierde plaats het oranje leiderspak. 
De derde wedstrijd voor de beloftenmannen werd gewonnen door Wisse Slendebroek. De klassementsleider, die ook al de eerste wedstrijd won en bij de tweede wedstrijd tweede was, won de massasprint. Op de streep juichte Slendebroek maar twijfelde daarna duidelijk of hij niet te vroeg had gejuicht. Ivo de la Porte en Colin James Duivenvoorden kwamen in de laatste meters nog dichtbij maar moesten genoegen nemen met de tweede en derde plaats achter Slendebroek die zijn leiding in klassement zag groeien tot 31,2 punten. Lidia Tempert won de wedstrijd van de beloften vrouwen met een aanvallende wedstrijd beloond met de overwinning en het oranje leiderspak. Tempert ging al vroeg in de wedstrijd in de aanval en leek samen met Vera van Ditshuizen het peloton op een ronde te zetten. Ze werden echter nog teruggepakt maar zagen elkaar in de finale weer terug nadat solo-aanvallen van eerst Florien Bolks en daarna Floor Besteman geneutraliseerd waren. Tempert reageerde op een late aanval van Van Ditshuizen en liet haar uiteindelijk achter. Van Ditshuizen eindigde als tweede, Maaike Koelewijn won de sprint om de derde plaats.

## Tijdschema
| Datum               | Tijd (CET) | Onderdeel           |
| ------------------- | ---------- | ------------------- |
| Zaterdag 21 oktober | 18:00      | Beloften vrouwen    |
| Zaterdag 21 oktober | 19:00      | Top-divisie vrouwen |
| Zaterdag 21 oktober | 20:15      | Top-divisie mannen  |
| Zaterdag 21 oktober | 21:45      | Beloften mannen     |

## Podia
| Klasse             | Eerste             | Tweede              | Derde                     |
| ------------------ | ------------------ | ------------------- | ------------------------- |
| Topdivisie mannen  | Harm Visser        | Sjoerd den Hertog   | Evert Hoolwerf            |
| Topdivisie vrouwen | Marijke Groenewoud | Arianna Pruisscher  | Elsemieke van Maaren      |
| Beloften mannen    | Wisse Slendebroek  | Ivo de la Porte     | Colin James Duivenvoorden |
| Beloften vrouwen   | Lidia Tempert      | Vera van Ditshuizen | Maaike Koelewijn          |

## Uitslag Top-divisie mannen[2]
| #      | Rijder             | Nationaliteit | Ploeg                               | Ronde | Punten |
| ------ | ------------------ | ------------- | ----------------------------------- | ----- | ------ |
| Goud   | Harm Visser        | Nederland     | Jumbo-Visma                         | 126   | 30,1   |
| Zilver | Sjoerd den Hertog  | Nederland     | Royal A-ware                        | 126   | 26     |
| Brons  | Evert Hoolwerf     | Nederland     | Team Reggeborgh                     | 126   | 23     |
| 4      | Christiaan Haasjes | Nederland     | Sprog                               | 126   | 22     |
| 5      | Luc ter Haar       | Nederland     | Bouwselect / De Haan Westerhoff     | 126   | 21     |
| 6      | Daan Gelling       | Nederland     | Royal A-ware                        | 126   | 20     |
| 7      | Wabe de Rooij      | Nederland     | VGR Sport / Vreugdenhil Dairy Foods | 126   | 19     |
| 8      | Beau Snellink      | Nederland     |                                     | 126   | 18     |
| 9      | Gert Wierda        | Nederland     | Royal A-ware                        | 126   | 17     |
| 10     | Kevin Hoekstra     | Nederland     | Bouwselect-De Haan Westerhoff       | 126   | 16     |
| 11     | Mats Stoltenborg   | Nederland     | Jumbo-Visma                         | 126   | 15     |
| 12     | Kars Jansman       | Nederland     |                                     | 126   | 14     |
| 13     | Jordy Harink       | Nederland     | Royal A-ware                        | 126   | 13     |
| 14     | Jeroen Janissen    | Nederland     | OKAY/Interfarms                     | 126   | 12     |
| 15     | Roel Boek          | Nederland     | Port of Amsterdam / SKITS           | 126   | 11     |
| 16     | Chiel Smit         | Nederland     | Sprog                               | 126   | 10     |
| 17     | Timo Verkaaik      | Nederland     | Sportchaletviehhofen.at             | 126   | 9      |
| 18     | Robbert Post       | Nederland     | Jumbo-Visma                         | 125   | 3      |
| 19     | Jan Hamers         | Nederland     | Sprog                               | 125   | 2      |
| 20     | Bart Mol           | Nederland     | A6.nl / KMC                         | 125   | 1      |

125 ronden
1:06:38 uur (gem. 32,0 sec) 45,0 km/h

## Uitslag Top-divisie vrouwen[3]
| #      | Rijder                 | Nationaliteit | Ploeg                                        | Ronde | Punten |
| ------ | ---------------------- | ------------- | -------------------------------------------- | ----- | ------ |
| Goud   | Marijke Groenewoud     | Nederland     | Team Albert Heijn Zaanlander                 | 81    | 30,1   |
| Zilver | Arianna Pruisscher     | Nederland     | Team Albert Heijn Zaanlander                 | 80    | 21     |
| Brons  | Elsemieke van Maaren   | Nederland     | OKAY/Interfarms                              | 80    | 18     |
| 4      | Irene Schouten         | Nederland     | Team Albert Heijn Zaanlander                 | 80    | 17     |
| 5      | Kim Talsma             | Nederland     | Bouwbedrijf de Vries                         | 80    | 16     |
| 6      | Lianne van Loon        | Nederland     | KNSB Inline Selectie                         | 80    | 15     |
| 7      | Tessa Snoek            | Nederland     | VGR Sport / Vreugdenhil Dairy Foods          | 80    | 14     |
| 8      | Maaike Verweij         | Nederland     | Team Albert Heijn Zaanlander                 | 80    | 13     |
| 9      | Merel Bosma            | Nederland     | BDM-BTZ                                      | 80    | 13     |
| 10     | Eline Jansen           | Nederland     | Van Ramshorst Renault                        | 80    | 11     |
| 11     | Iris van der Stelt     | Nederland     | PEER racefietsen Wijk en Aalburg             | 80    | 10     |
| 12     | Veerle van Koppen      | Nederland     | Gewest Fryslan-Victron Energy                | 80    | 9      |
| 13     | Fran Vanhoutte         | België        | A6.nl / KMC                                  | 80    | 8      |
| 14     | Loesanne van der Geest | Nederland     | PGM Bakker                                   | 80    | 7      |
| 15     | Beau Wagemaker         | Nederland     | PGM Bakker                                   | 80    | 6      |
| 16     | Eline van Voorden      | Nederland     | PGM Bakker                                   | 80    | 5      |
| 17     | Femke Mossinkoff       | Nederland     | Van Ramshorst Renault                        | 80    | 4      |
| 18     | Tjilde Bennis          | Nederland     | Turner                                       | 80    | 3      |
| 19     | Amber Siegers          | Nederland     | Skadi / P&G Safety / Mark Bouman Grondwerken | 80    | 2      |
| 20     | Yvonne Nauta           | Nederland     | A6.nl / KMC                                  | 80    | 1      |

80 ronden
0:46:25 uur (gem. 34,8 sec) 41,4 km/h

## Uitslag beloften mannen[4]
| #      | Rijder              | Nationaliteit | Ploeg                           | Ronde | Punten |
| ------ | ------------------- | ------------- | ------------------------------- | ----- | ------ |
| Goud   | Wisse Slendebroek   | Nederland     | OKAY/Interfarms                 | 100   | 25,1   |
| Zilver | Ivo de la Porte     | Nederland     | Bouwselect / De Haan Westerhoff | 100   | 21     |
| Brons  | Colin Duivenvoorden | Nederland     | Douma Staal                     | 100   | 18     |
| 4      | Jasper Tinga        | Nederland     | Douma Staal                     | 100   | 17     |
| 5      | Arn Botman          | Nederland     | Wokke Vastgoed                  | 100   | 16     |
| 6      | Rick Meijer         | Nederland     | Van Ramshorst Renault           | 100   | 15     |
| 7      | Giovanni Trébouta   | Frankrijk     |                                 | 100   | 14     |
| 8      | Joost de Jong       | Nederland     | Van Ramshorst Renault           | 100   | 13     |
| 9      | Hylke de Boer       | Nederland     | Bouwselect / De Haan Westerhoff | 100   | 12     |
| 10     | Matthé Pronk        | Nederland     | SKITS                           | 100   | 11     |
| 11     | Chris Berkhout      | Nederland     | Van Ramshorst Renault           | 100   | 10     |
| 12     | Mitchel Zijp        | Nederland     | Forte Sportswear                | 100   | 9      |
| 13     | Jochem Posthumus    | Nederland     | Speelman / Kuil                 | 100   | 8      |
| 14     | Ruud van Egmond     | Nederland     | Wokke Vastgoed                  | 100   | 7      |
| 15     | Twan Berlijn        | Nederland     | Traumeel Gel                    | 100   | 6      |
| 16     | Bavo Coremans       | Nederland     | Stehmann Sport                  | 100   | 5      |
| 17     | Jesse Vollaard      | Nederland     | Vector                          | 100   | 4      |
| 18     | Ick de Ruijgt       | Nederland     | Arktika                         | 100   | 3      |
| 19     | Otto van de Pol     | Nederland     | HCH Heerenveen                  | 100   | 2      |
| 20     | Gert-Jan van Diepen | Nederland     |                                 | 100   | 1      |

100 ronden
0:56:22 uur (gem. 33,8 sec) 42,6 km/h

## Uitslag Top-divisie vrouwen[5]
| #      | Rijder                  | Nationaliteit | Ploeg                               | Ronde | Punten |
| ------ | ----------------------- | ------------- | ----------------------------------- | ----- | ------ |
| Goud   | Lidia Tempert           | Nederland     | Boltrics                            | 60    | 25,1   |
| Zilver | Vera van Ditshuizen     | Nederland     | De Vechtsebanen                     | 60    | 21     |
| Brons  | Maaike Koelewijn        | Nederland     | Fortune Coffee                      | 60    | 18     |
| 4      | Anna Marit Sybrandi     | Nederland     | Boltrics                            | 60    | 17     |
| 5      | Jet Fransen             | Nederland     | Wokke Vastgoed                      | 60    | 16     |
| 6      | Mayke Vriesinga         | Nederland     | Boltrics                            | 60    | 15     |
| 7      | Nikki Noordergraaf      | Nederland     |                                     | 60    | 14     |
| 8      | Manon Gremmen           | Nederland     | Husqvarna / Praktijk Centrum Bomen  | 60    | 13     |
| 9      | Liset Speelman          | Nederland     | Speelman / Exclusief Vastgoedbeheer | 60    | 12     |
| 10     | Iris Tiben              | Nederland     | Wokke Vastgoed                      | 60    | 11     |
| 11     | Marine Balanant         | Nederland     |                                     | 60    | 10     |
| 12     | Bianca van der Meer     | Nederland     | The B team                          | 60    | 9      |
| 13     | Sanne Westra            | Nederland     | Gewest Fryslan-Victron Energy       | 60    | 8      |
| 14     | Viviana Rodríguez Rojas | Chili         | 21Adventures.nl                     | 60    | 7      |
| 15     | Iris Mulder             | Nederland     | Fortune Coffee                      | 60    | 6      |
| 16     | Jolanda Langeland       | Nederland     | Speelman / Exclusief Vastgoedbeheer | 60    | 5      |
| 17     | Heleen Docter           | Nederland     | Fortune Coffee                      | 60    | 4      |
| 18     | Eline Cox               | Nederland     | Vector                              | 60    | 3      |
| 19     | Muriël Meijer           | Nederland     | Haak                                | 60    | 2      |
| 20     | Tijn Borst              | Nederland     | Gewest Fryslan-Victron Energy       | 60    | 1      |

60 ronden
0:36:30 uur (gem. 36,5 sec) 39,5 km/h

### Snelste wedstrijdgemiddelde
| Klasse              | Snelste gemiddelde        | Tijd     | Ronden | Schaatsster        | Nationaliteit | Ploeg                        |
| ------------------- | ------------------------- | -------- | ------ | ------------------ | ------------- | ---------------------------- |
| Top-divisie Mannen  | 45,0 km/h (gem. 32,0 sec) | 01:06:38 | 125    | Harm Visser        | Nederland     | Jumbo-Visma                  |
| Top-divisie Vrouwen | 41,4 km/h (gem. 34,8 sec) | 00:46:25 | 80     | Marijke Groenewoud | Nederland     | Team Albert Heijn Zaanlander |
| Beloften Mannen     | 42,6 km/h (gem. 33,8 sec) | 00:56:22 | 100    | Wisse Slendebroek  | Nederland     | OKAY/Interfarms              |
| Beloften Vrouwen    | 39,5 km/h (gem. 36,5 sec) | 00:36:30 | 60     | Lidia Tempert      | Nederland     | Boltrics                     |

Marathon Cup 1 · 
Marathon Cup 2 · 
Marathon Cup 3 ·
Marathon Cup 4 · 
Marathon Cup 5 · 
Marathon Cup 6 · 
Marathon Cup 7 · 
Marathon Cup 8 · 
Staatsloterij Schaatsmarathon · 
Marathon Cup 9 · 
NK kunstijs · 
Marathon Cup 10 · 
Eerste schaatsmarathon op natuurijs · 
Tweede schaatsmarathon op natuurijs · 
Marathon Cup 11 · 
Marathon Cup 12 · 
Grand Prix 1 · 
Open NK natuurijs · 
Grand Prix 2 · 
Grand Prix 3 ·
Marathon Cup 13 ·
Marathon Cup 14 · 
Grand Prix 4 · 
Grand Prix 5 · 
Grand Prix 6 ·  
Marathon Cup 15
Klassementen: KNSB Cup ·
Jongeren · 
Ploegen ·
Grand Prix ·
Club-assistent Brabantcup ·
Natuurijs vierdaagse
Lijst van schaatsmarathonrijders 2023/2024